# Cerro el Tablón
Cerro el Tablón är en ort i Mexiko.   Den ligger i kommunen Ixhuatlán de Madero och delstaten Veracruz, i den sydöstra delen av landet, 180 km nordost om huvudstaden Mexico City. Cerro el Tablón ligger 247 meter över havet och antalet invånare är 195.
Terrängen runt Cerro el Tablón är kuperad västerut, men österut är den platt. Runt Cerro el Tablón är det ganska tätbefolkat, med 96 invånare per kvadratkilometer. Närmaste större samhälle är La Ceiba, 9,9 km nordost om Cerro el Tablón. Omgivningarna runt Cerro el Tablón är en mosaik av jordbruksmark och naturlig växtlighet.